# 多摩湖駅
多摩湖駅（たまこえき）は、東京都東村山市多摩湖町三丁目にある、西武鉄道の駅である。
多摩湖線（終点）と山口線（レオライナー、起点）の2路線が乗り入れている。駅番号は多摩湖線がST07、山口線がSY01である。

## 歴史
多摩湖線の前身である多摩湖鉄道は、1930年（昭和5年）1月に萩山 - 村山貯水池（仮）間を開通させたのち、懸案であった（旧）西武鉄道村山線（現・西武新宿線および西武園線）の延伸区間である通称「箱根ヶ崎線」との交差部分の調整が完了したことから、村山貯水池駅（仮）より0.9 km延伸した地点に本設の村山貯水池駅（初代）を建設し、1936年（昭和11年）12月に開業した。開業当初の同駅は築堤上に位置する1面1線構造で、付近の住宅開発は進んでおらず、需要は主に村山貯水池（多摩湖）を訪れる観光客輸送であった。なお、当駅の東方には（旧）西武村山線の「村山貯水池前駅」が1930年（昭和5年）4月に開業しており、当時は別企業の路線であった両者は観光客輸送を巡って熾烈な争いを繰り広げた。
1940年（昭和15年）4月に多摩湖鉄道は（現）西武鉄道の母体企業である武蔵野鉄道に吸収合併され、当駅も武蔵野鉄道多摩湖線の駅となったのち、日中戦争に端を発する戦局の激化に伴って1941年（昭和16年）4月1日付で狭山公園前駅と改称された。これは「貯水池」という軍事上重要な施設の存在を隠蔽する国防上の理由によって実施された改称であり、村山貯水池近辺に点在する各路線の駅についても、（旧）西武村山線「村山貯水池前駅」は「狭山公園駅」に、武蔵野鉄道山口線「村山貯水池際駅」は「村山駅」にそれぞれ改称が実施された。
1951年（昭和26年）9月に当駅は多摩湖駅と改称された。さらに1961年（昭和36年）9月には路線そのものを0.4 km延長し、当駅は西武園ゆうえんちに隣接する現在地へ移転した。これは当時萩山 - 多摩湖間において唯一列車交換設備を有した武蔵大和駅が、構造上長大編成の運用に対応することが困難であり、当駅を1線構造化すると同時に、八坂 - 武蔵大和間に回田信号場を新設して代替の交換施設を確保することとなったためである。
新たに建造された駅は現在と同様に島式ホーム1面を有する2線式で、ホーム有効長は当初1番線が125 m、2番線が85 mであったが、後年輸送力増強に伴う8両編成の列車入線に対応するため、1967年（昭和42年）12月にホーム延伸工事が施工され、1番線は177 m、2番線は167 mの有効長にそれぞれ延長された。
その後、1979年（昭和54年）3月25日付で実施された各路線の駅名改称に際して、当駅は西武遊園地駅（2代）と改称され、従来「西武遊園地駅（初代）」を称した山口線「おとぎ列車」の駅は「遊園地前駅」と改称された。1985年（昭和60年）4月には山口線の新交通システム（AGT）転換に伴う経路変更によって、多摩湖線ホームの始端側（北側）突端に山口線ホーム（3番線）が新設され、山口線の起点駅は再び「西武遊園地駅」となった。
2021年（令和3年）の西武園ゆうえんちの全面リニューアルにより、駅に隣接する中央口が閉鎖されることから、所在地名の「多摩湖町」にもちなんで1979年までの駅名である多摩湖駅に改称され、隣接する遊園地西駅が西武園ゆうえんち駅に改称されている。

村山貯水池（多摩湖）周辺に展開する鉄道路線・駅の変遷[5][2]

### 年表
- 1936年（昭和11年）12月30日 - 多摩湖鉄道多摩湖線の村山貯水池駅（初代）として開業。
- 1940年（昭和15年）3月12日 - 武蔵野鉄道が多摩湖鉄道を吸収合併し、武蔵野鉄道多摩湖線の駅となる。
- 1941年（昭和16年）4月1日 - 戦局激化に伴い、狭山公園前駅と改称。
- 1945年（昭和20年）9月22日 - 武蔵野鉄道が（旧）西武鉄道を吸収合併し、（現）西武鉄道成立[注釈 3]。西武鉄道多摩湖線の駅となる。
- 1951年（昭和26年）9月1日 - 多摩湖駅（初代）と改称。
- 1961年（昭和36年）9月20日 - 路線を北方へ0.4 km延伸し、現在地に移転。
- 1979年（昭和54年）3月25日 - 西武遊園地駅（2代）と改称[1]。
- 1985年（昭和60年）4月25日 - 山口線の経路変更に伴い、多摩湖線・山口線の乗換駅となる。
- 1993年（平成5年）10月4日 - 自動改札機使用開始。
- 2021年（令和3年）3月13日 - 駅名を「多摩湖駅」に再度改称[2][3][4]。

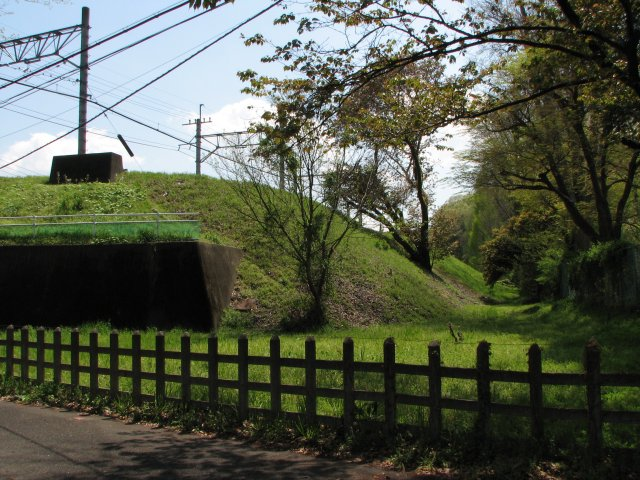
旧駅（村山貯水池→狭山公園前→旧・多摩湖）跡 （武蔵大和 - 西武遊園地・2007年4月）
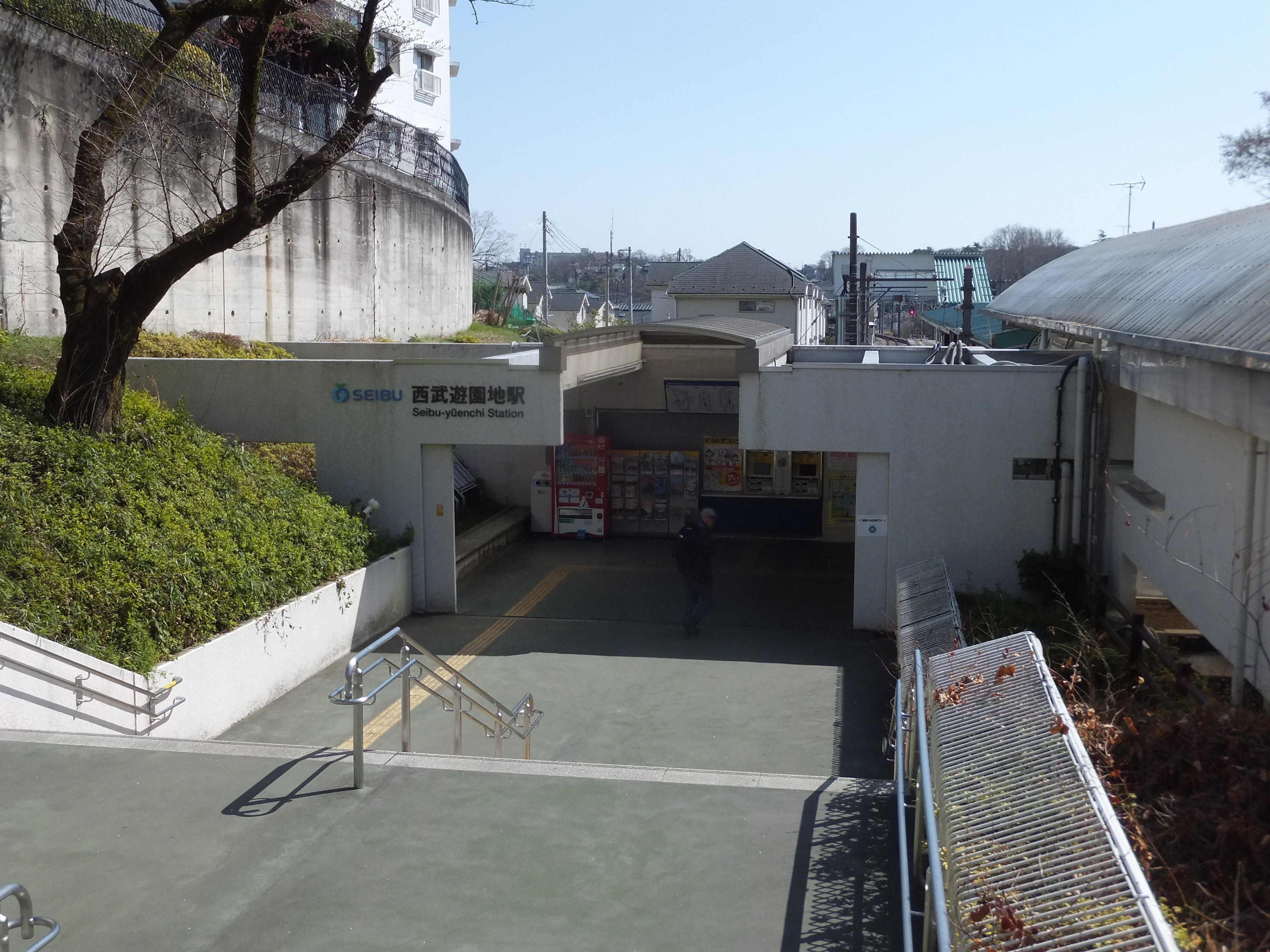
西武遊園地駅時代の北口駅舎（2016年3月）

## 駅構造
地上駅で、1面2線の多摩湖線用島式ホームの始端側に、山口線の1面1線の単式ホームが配置され、両路線のホームは段差を経ることなく往来が可能である。山口線ホームには転落防止柵が設置されているほか、ホームの西武園ゆうえんち寄りはトンネルに掛かっている。
両路線が同じ位置に並んで停車はしないものの、普通車両と新交通システムの車両が同一ホームで乗り換えられる珍しい駅である。
改札口は北口・南口の2か所ある。どちらも階段のみでありエレベーターやエスカレーターは無く、階段昇降機が設置されている。この構造上、ハンドル形電動車いすでは当駅の改札は利用できないが、多摩湖線と山口線の乗換は可能。
山口線ホーム隣にトイレがあるが、多機能トイレは無い。
| ホーム | 路線                   | 行先                             |
| ------ | ---------------------- | -------------------------------- |
| 1・2   | 多摩湖線               | 萩山・国分寺・小平方面           |
| 3      | 山口線（レオライナー） | 西武園ゆうえんち・西武球場前方面 |

- 2022年3月12日実施のダイヤ改正で、小平・西武新宿方面の定期列車は平日ダイヤの朝に上下1本運転されるのみとなり、臨時列車としてはイベント時などで残る不定期列車を除いては原則萩山発着列車と国分寺発着列車のみとなった。このため、上記の列車以外で当駅から小平・西武新宿方面へ向かう場合は、必ず萩山駅での乗り換えを要する。

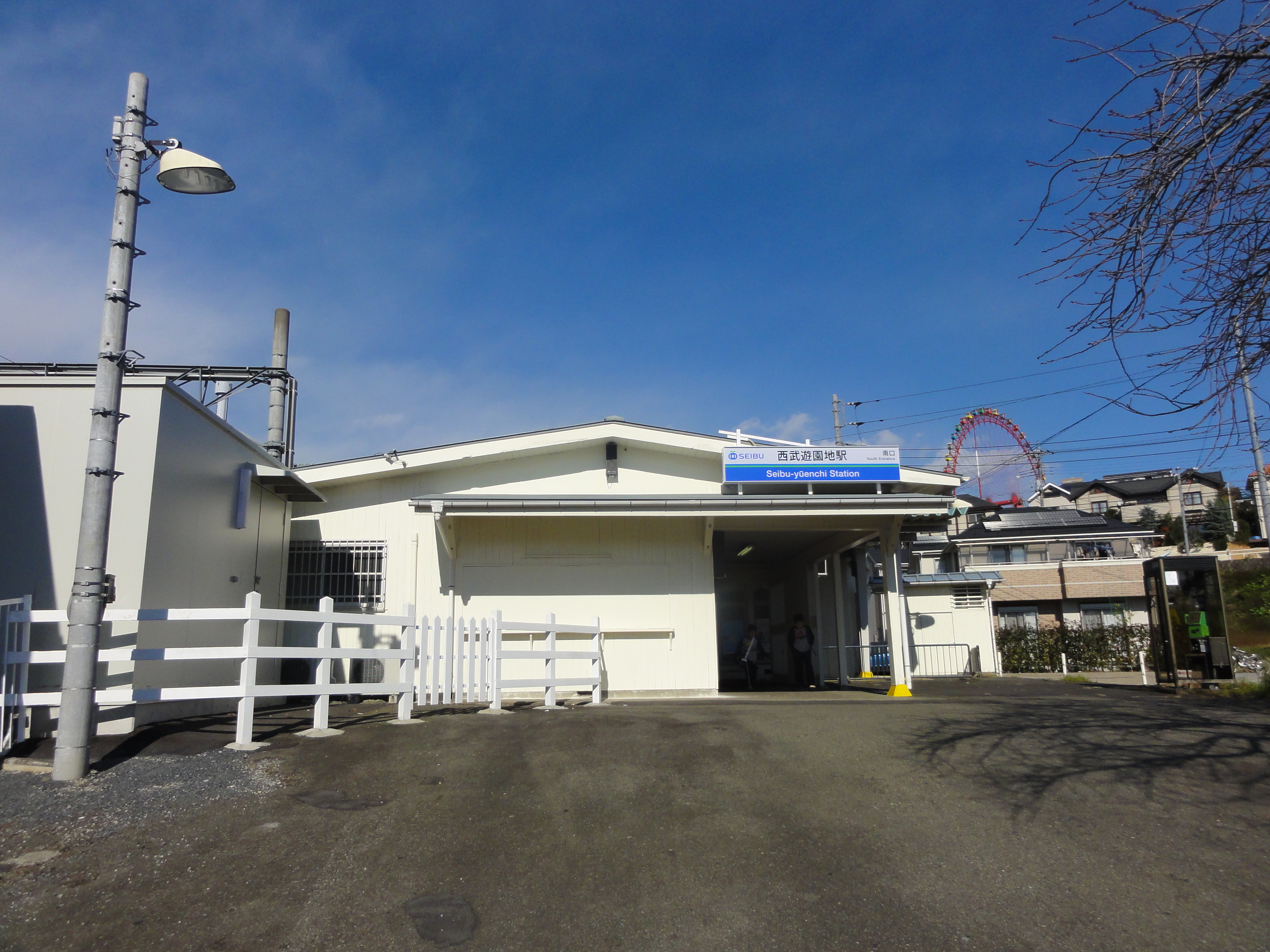
南口駅舎（2012年9月）
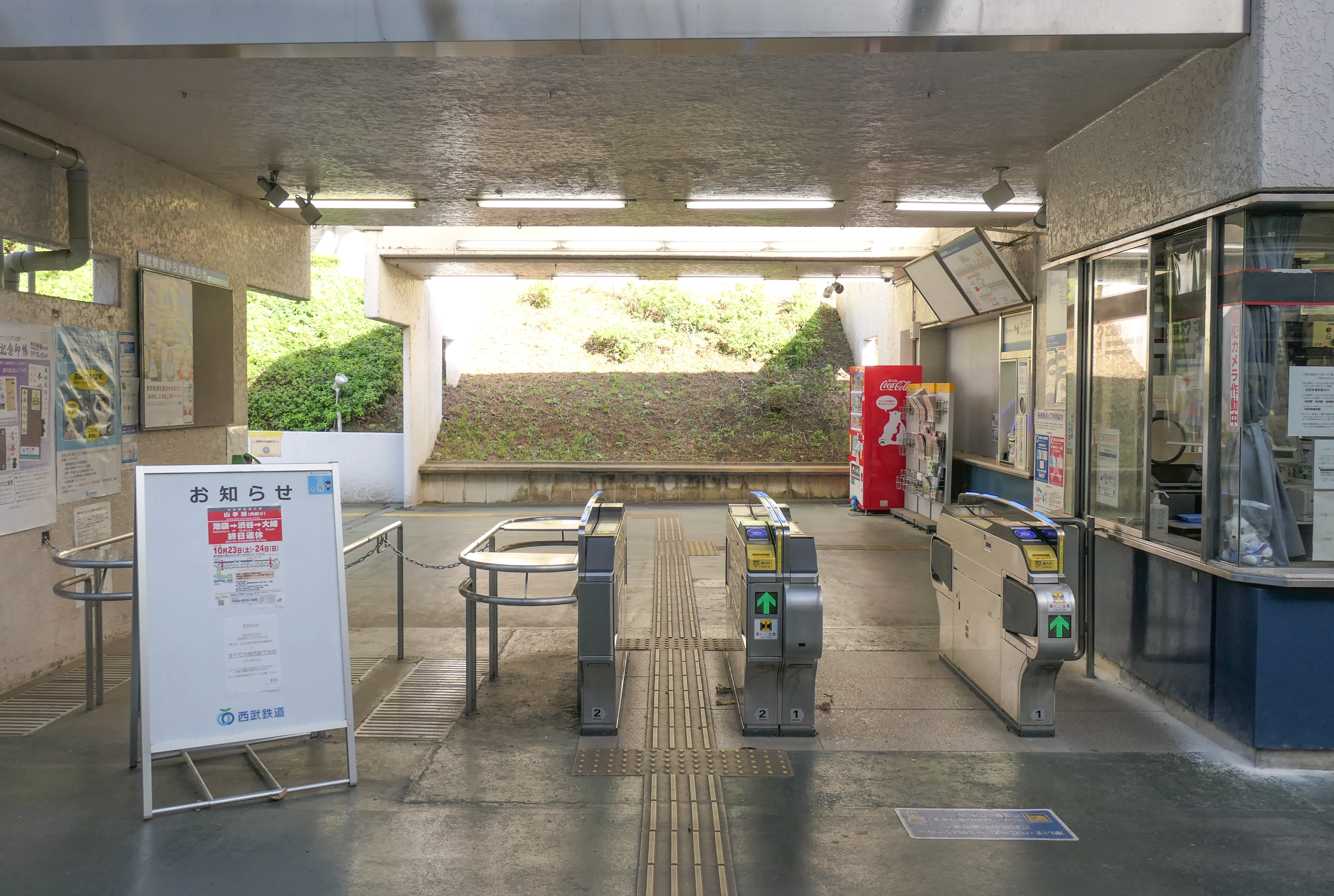
北口改札（2021年10月）
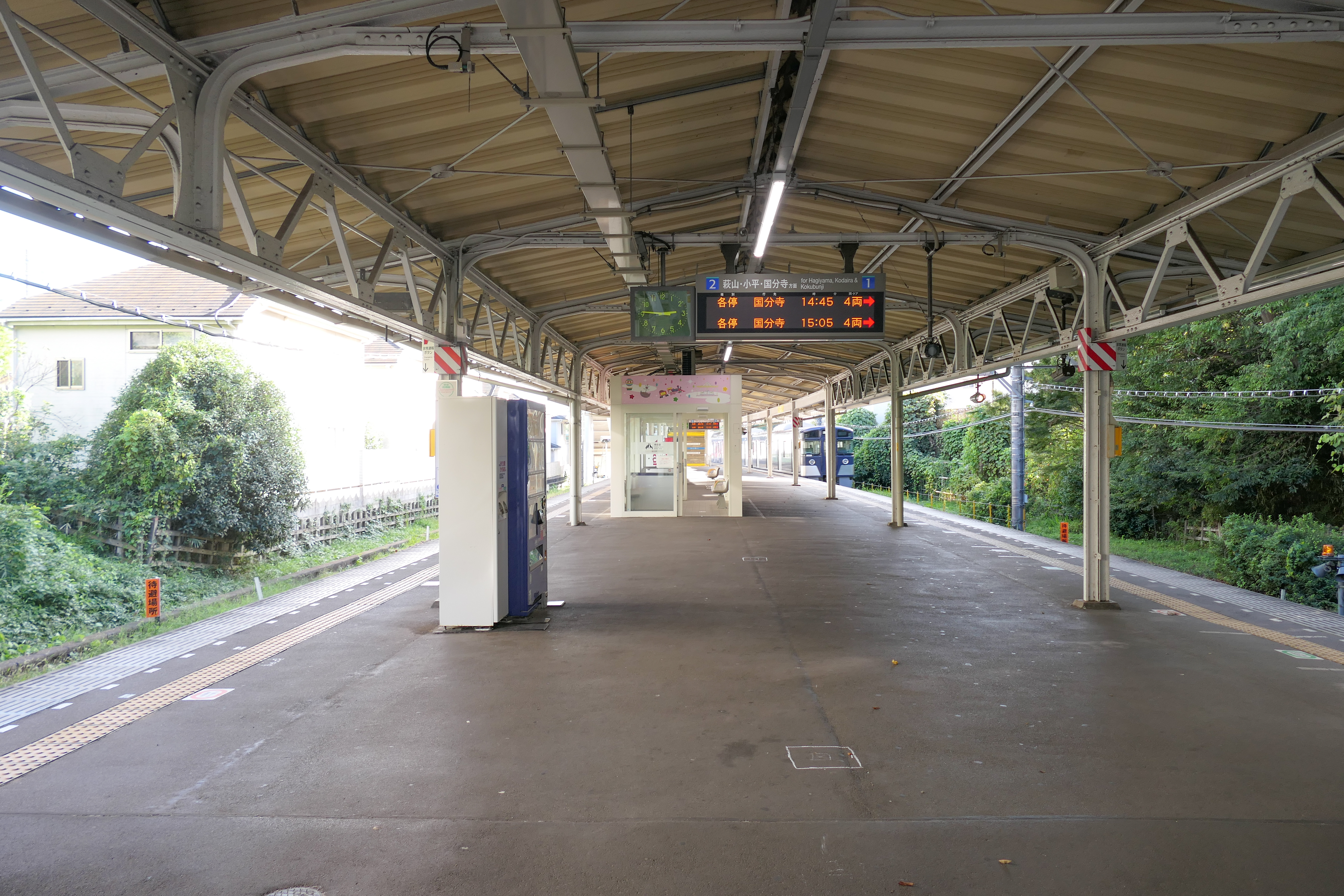
1・2番線ホーム（2021年10月）
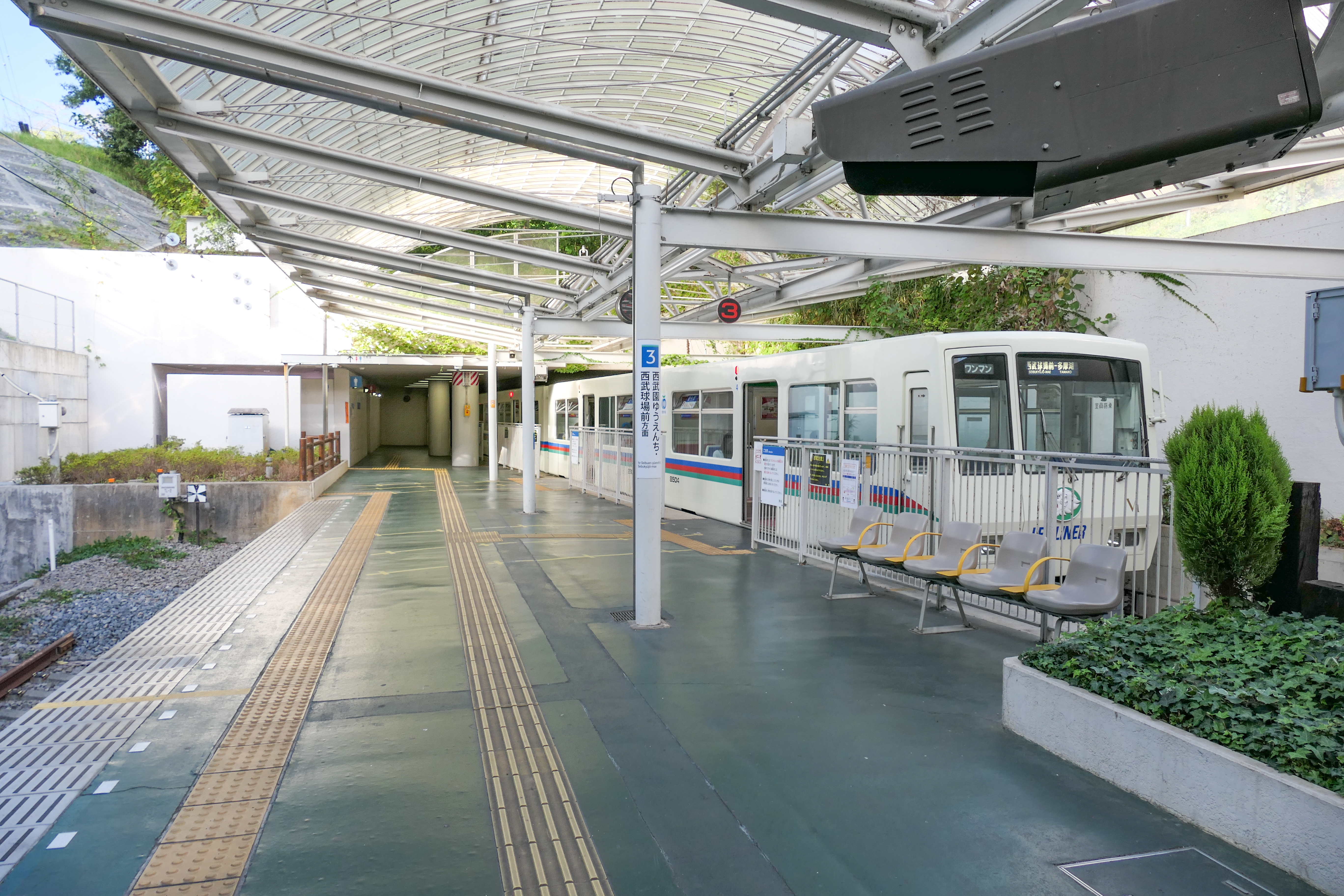
3番線ホーム（2021年10月）

## 利用状況
2024年度の1日平均乗降人員は2,375人である。西武鉄道全92駅中83位であり、年々利用者の減少が続いている。近年の1日平均乗降人員、乗車人員の推移は下記の通り。なお多摩湖線と山口線を当駅で乗り換える客は含んでいない（下記の数値は両線の当駅乗降の客数）。
| 年度               | 1日平均 乗降人員 | 1日平均 乗降人員 | 1日平均 乗降人員 | 1日平均 乗車人員 | 1日平均 乗車人員 | 1日平均 乗車人員 |
| 年度               | 多摩湖線         | 山口線           | 合計             | 多摩湖線         | 山口線           | 出典             |
| ------------------ | ---------------- | ---------------- | ---------------- | ---------------- | ---------------- | ---------------- |
| 1990年（平成02年） |                  |                  |                  | 2,912            | 378              | [ * 1 ]          |
| 1991年（平成03年） |                  |                  |                  | 2,861            | 347              | [ * 2 ]          |
| 1992年（平成04年） |                  |                  |                  | 2,732            | 329              | [ * 3 ]          |
| 1993年（平成05年） |                  |                  |                  | 2,592            | 321              | [ * 4 ]          |
| 1994年（平成06年） |                  |                  |                  | 2,490            | 326              | [ * 5 ]          |
| 1995年（平成07年） |                  |                  |                  | 2,429            | 292              | [ * 6 ]          |
| 1996年（平成08年） |                  |                  |                  | 2,241            | 389              | [ * 7 ]          |
| 1997年（平成09年） |                  |                  |                  | 2,093            | 299              | [ * 8 ]          |
| 1998年（平成10年） |                  |                  | 4,132            | 1,923            | 203              | [ * 10 ]         |
| 1999年（平成11年） |                  |                  | 3,968            | 1,861            | 205              | [ * 11 ]         |
| 2000年（平成12年） |                  |                  | 3,859            | 1,803            | 200              | [ * 12 ]         |
| 2001年（平成13年） |                  |                  | 3,770            | 1,770            | 181              | [ * 13 ]         |
| 2002年（平成14年） |                  |                  | 3,556            | 1,668            | 162              | [ * 14 ]         |
| 2003年（平成15年） | 3,097            | 361              | 3,458            | 1,604            | 172              | [ * 15 ]         |
| 2004年（平成16年） | 3,032            | 356              | 3,388            | 1,564            | 170              | [ * 16 ]         |
| 2005年（平成17年） | 3,091            | 340              | 3,431            | 1,597            | 167              | [ * 17 ]         |
| 2006年（平成18年） | 3,045            | 314              | 3,359            | 1,562            | 153              | [ * 18 ]         |
| 2007年（平成19年） | 2,913            | 287              | 3,200            | 1,481            | 142              | [ * 19 ]         |
| 2008年（平成20年） | 2,831            | 271              | 3,102            | 1,438            | 129              | [ * 20 ]         |
| 2009年（平成21年） | 2,799            | 274              | 3,073            | 1,433            | 137              | [ * 21 ]         |
| 2010年（平成22年） | 2,765            | 235              | 3,000            | 1,422            | 121              | [ * 22 ]         |
| 2011年（平成23年） | 2,794            | 285              | 3,079            |                  |                  |                  |
| 2012年（平成24年） | 2,774            | 275              | 3,049            |                  |                  |                  |
| 2013年（平成25年） | 2,489            | 207              | 2,696            |                  |                  |                  |
| 2014年（平成26年） | 2,390            | 202              | 2,592            |                  |                  |                  |
| 2015年（平成27年） | 2,383            | 206              | 2,589            |                  |                  |                  |
| 2016年（平成28年） | 2,365            | 203              | 2,568            |                  |                  |                  |
| 2017年（平成29年） | 2,421            | 213              | 2,634            |                  |                  |                  |
| 2018年（平成30年） | 2,453            | 242              | 2,695            |                  |                  |                  |
| 2019年（令和元年） | 2,386            | 201              | 2,587            |                  |                  |                  |
| 2020年（令和02年） |                  |                  | 1,812            |                  |                  |                  |
| 2021年（令和03年） |                  |                  | 1,924            |                  |                  |                  |
| 2022年（令和04年） |                  |                  | 2,105            |                  |                  |                  |
| 2023年（令和05年） |                  |                  | 2,373            |                  |                  |                  |
| 2024年（令和06年） |                  |                  | 2,375            |                  |                  |                  |

## 駅周辺
当駅は西武園ゆうえんち中央口の最寄駅であったが、リニューアルに伴う入口集約のため、2020年10月31日をもって中央口（および東口）は閉鎖された。駅北東には西武園ゆうえんちの駐車場（臨時駐車場A・B）が存在するが、入園の際は路線バス（土休日のみ）または山口線を利用し、西側のメインエントランスまで移動する必要がある。ただし、プールへの入口（プールエントランス、臨時駐車場B付近）は当駅と西武園駅の中間に所在する。
なお、西武園ゆうえんち中央口と当駅北口改札は階段を介しての連絡となっていたため、ベビーカーや車いす利用者は山口線遊園地西駅（現：西武園ゆうえんち駅）最寄りの西口（現：メインエントランス）からの入園が推奨されていた。
西武園競輪場へは西武園線の西武園駅が最寄駅であり、双方の駅は約800メートル離れた位置に立地している。また、駅の西側の村山貯水池（多摩湖）一帯は東京都立狭山自然公園となっており、多摩湖自転車歩行者道などが整備されている。

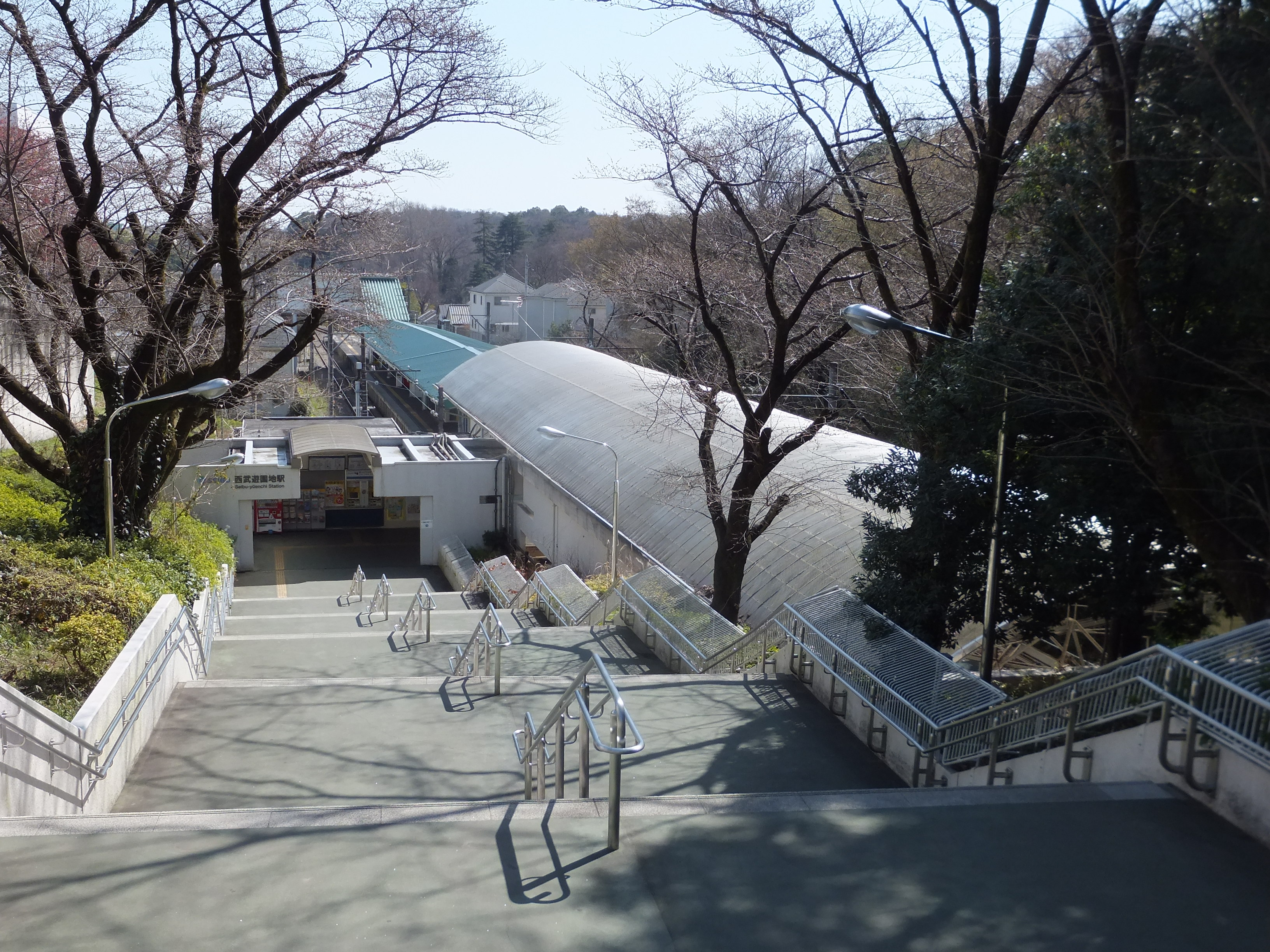
北口改札と西武園ゆうえんち旧中央口を直結する階段（2016年3月）
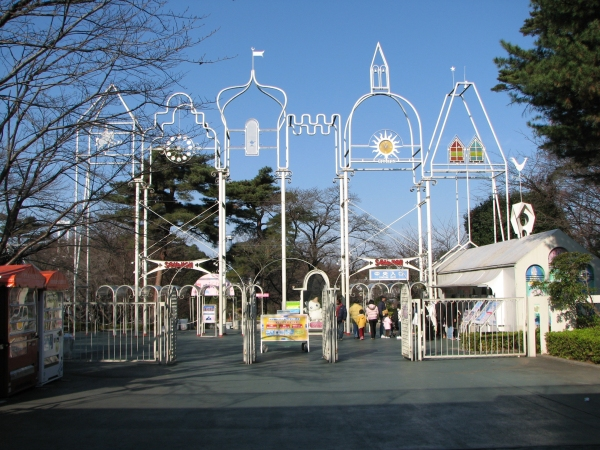
西武園ゆうえんち旧中央口（2006年12月）

## バス路線

### 過去の路線
- 西武バス（所沢営業所）
  - 所18-1：西武園駅・松が丘中央経由、所沢駅西口ゆき（土曜・休日、長期休暇時のみ運行）

西武園ゆうえんち停留所（駐車場内）からの発着だった。所18-1系統は2020年11月1日より西武園ゆうえんちの休園に伴い、西武園駅 - 西武園ゆうえんち間を区間運休していたが、2021年5月22日より運行を再開。しかし、2024年4月改正で再び運行取り止めとなり、現在は乗り入れていない。

## 隣の駅
西武鉄道
 多摩湖線
■急行（多摩湖線内は各駅に停車）・■各駅停車
武蔵大和駅 (ST06) - 多摩湖駅 (ST07)
 山口線（レオライナー）
多摩湖駅 (SY01) - 西武園ゆうえんち駅 (SY02)